# Cannonball (chanson de Supertramp)
Pour les articles homonymes, voir Cannonball.
Cannonball est une chanson du groupe Supertramp, extraite de l'album Brother Where You Bound sorti en 1985.
Elle a été écrite par Rick Davies. C'est le dernier titre du groupe à atteindre le Top-40, la chanson étant classée no 28 en 1985. Elle a été également no 25 en Suisse.

## Musiciens
- Rick Davies: piano, synthétiseurs, chant principal
- John Helliwell: saxophones
- Bob Siebenberg: batterie
- Dougie Thomson: basse
- Marty Walsh: guitare
- Doug Wintz: trombone